# Boje tankih listića
Boje tankih listića odnosno interferencijske boje su pojava interferencije koja se opaža kad snop svjetlosti padne na tanki sloj optičkoga sredstva pri čemu se dio svjetlosti reflektira (odbija) na gornjoj plohi, a ostatak se svjetlosti reflektira na donjoj plohi te se određene frekvencije ponište, a druge pojačaju.

## Objašnjenje
Mjehur sapunice mijenja kod napuhavanja sve moguće boje, a isto takvu pojavu pokazuje i vrlo tanki sloj ulja na površini vode. To objašnjavamo na ovaj način. Zraka svjetlosti koja dolazi u sloj debljine d reflektira se na donjoj površini, a druga zraka reflektira se na gornjoj površini. Ako obje zrake shvatimo kao linijske valove, onda između prve i druge zrake postoji razlika prijeđenog puta, odnosno pomak faze. 
Osim toga dolazi još k tome činjenica da se na optički gušćem sredstvu val pomakne u fazi za polovinu valne duljine λ/2, to jest brijeg se pretvori u dol, a dol u brijeg. Prema tome je ukupni pomak faze d + λ/2. Ako je taj pomak jednak neparnom višekratniku od λ/2, tada se prva i druga poništavaju, a listić na tom mjestu izgleda taman. Ako je pomak jednak parnom višekratniku od λ/2 na tom mjestu listić je svijetao u boji kojom je osvijetljen.

## Slike
|                                                                                     |                                                          | |
| Neke zrake svjetlosti se odbijaju od gornje površine tankog filma, a neke od donje. | Mjehur sapunice mijenja kod napuhavanja sve moguće boje. | Interferencijske boje na čeliku,ovise o temperaturi zagrijavanja,no mogu se dobiti i kemijskim i elektrokemijskim putem. |

## Poveznice
- Iridescencija